# C'était une histoire d'amour
C'était une histoire d'amour est une chanson d'Édith Piaf, sur une musique de Jean Jal et des paroles de Henri Contet. Elle est enregistrée le 12 décembre et le 15 décembre 1942, accompagnée par l’orchestre de Claude Normand, la voix d'Yvon Jean-Claude et un trio vocal. Une autre prise de la chanson, enregistrée le 27 juin 1945, a été retrouvée en 2003 et publiée. 
Il s'agit d'un slow. La chanson est reprise par Edith Piaf le 21 octobre 1945 pour la pièce de théâtre La Goualeuse de Gaston Marot et Halévy.
Dans le film Étoile sans lumière (1946), Édith Piaf, qui interprète le rôle de Madeleine, interprète la chanson à de nombreuses reprises.

## Résumé
L'interprète se souvient avec nostalgie d'une histoire d'amour heureuse « C'était comme un beau jour de fête/Plein de soleil et de guinguettes ».
Cette histoire amoureuse se définit, comme d'habitude, par ses malheurs et ses chagrin. « Il faut toujours que quelqu'un pleure/Pour faire une histoire d'amour ».
On remarque que Yvon Jeanclaude, amant d'Edith Piaf entre 1942 et 1943 et frère d'Agnès Delahaie, chante l'avant dernière phrase « Il faut toujours que quelqu'un pleure ».

## Reprises
La chanson est reprise notamment par Ramon Mendizabal et Quintin Verdu, sous forme de tango. Elle est aussi interprétée par Hubert Clavecin, Léo Marjane (disque Gramophone introuvable, mais seule une archive d'un concert de Léo Marjane et des partitions témoignent de son interprétation), Yvon Jean-Claude (disque Polydor) et Jane Chacun (Odeon). Elle a aussi été reprise par Patachou, Earl Cadillac, et par Les Sœurs Étienne.

## Dans la culture populaire
- En 1975, Les Compagnons de la chanson enregistrent La Grande Dame (paroles de Michel Mella) et intègrent à la fin de la chanson la dernière phrase de la chanson C'était une histoire d'amour [12].
- Dans le film Il faut sauver le soldat Ryan (1998) de Steven Spielberg, la chanson est incluse dans la bande sonore du film aux côtés d’une autre chanson de Piaf, Tu es Partout, dans la version interprétée par Édith Piaf en 1943[13].
- Dans le film Pas son genre (2014) de Lucas Belvaux, la chanson est reprise par Émilie Dequenne.